# Празеодимтетрамедь
Празеодимтетрамедь — бинарное неорганическое соединение
празеодима и меди
с формулой Cu4Pr,
кристаллы.

## Получение
- Сплавление стехиометрических количеств чистых веществ:

{\displaystyle {\mathsf {Pr+4Cu\ {\xrightarrow {824^{o}C}}\ PrCu_{4}}}}

## Физические свойства
Празеодимтетрамедь образует кристаллы
ромбической сингонии,
пространственная группа P nnm,
параметры ячейки a = 0,454 нм, b = 0,808 нм, c = 0,922 нм, Z = 4,
структура типа тетрамедьцерия CeCu4
.
Соединение образуется по перитектической реакции при температуре 824°C.